# Jordanie
Pour les articles homonymes, voir Transjordanie.
Ne doit pas être confondu avec la Cisjordanie.
Royaume hachémite de Jordanie
(ar) المملكة الأردنّيّة الهاشميّة
La Jordanie (en arabe : الأردن, al-urdunn), en forme longue le royaume hachémite de Jordanie (en arabe : المملكة الأردنيّة الهاشميّة, al-mamlaka al-urduniyya al-hāšimiyya), est un pays arabe d'Asie occidentale à cheval entre l'Arabie et le Levant. C'est une monarchie créée en 1946 (d'abord sous le nom de Transjordanie de 1946 à 1949) après la fin du mandat britannique. Son territoire est entouré à l'ouest par les Territoires palestiniens et Israël, le long du Jourdain et de la mer Morte, au sud par l'Arabie saoudite, à l'est par l'Irak et au nord par la Syrie, avec, en outre, un accès sur le golfe d'Aqaba, celui-ci communiquant plus au sud avec la mer Rouge. Si l'arabe est la langue officielle, l'anglais reste répandu dans les domaines éducatifs et médiatiques. Sa capitale et sa plus grande ville est Amman.
Bien que la Jordanie soit une monarchie constitutionnelle, le souverain jordanien détient une grande partie des pouvoirs exécutifs et législatifs. Le roi est, depuis le 7 février 1999, Abdallah II, et la reine, son épouse Rania.

## Géographie

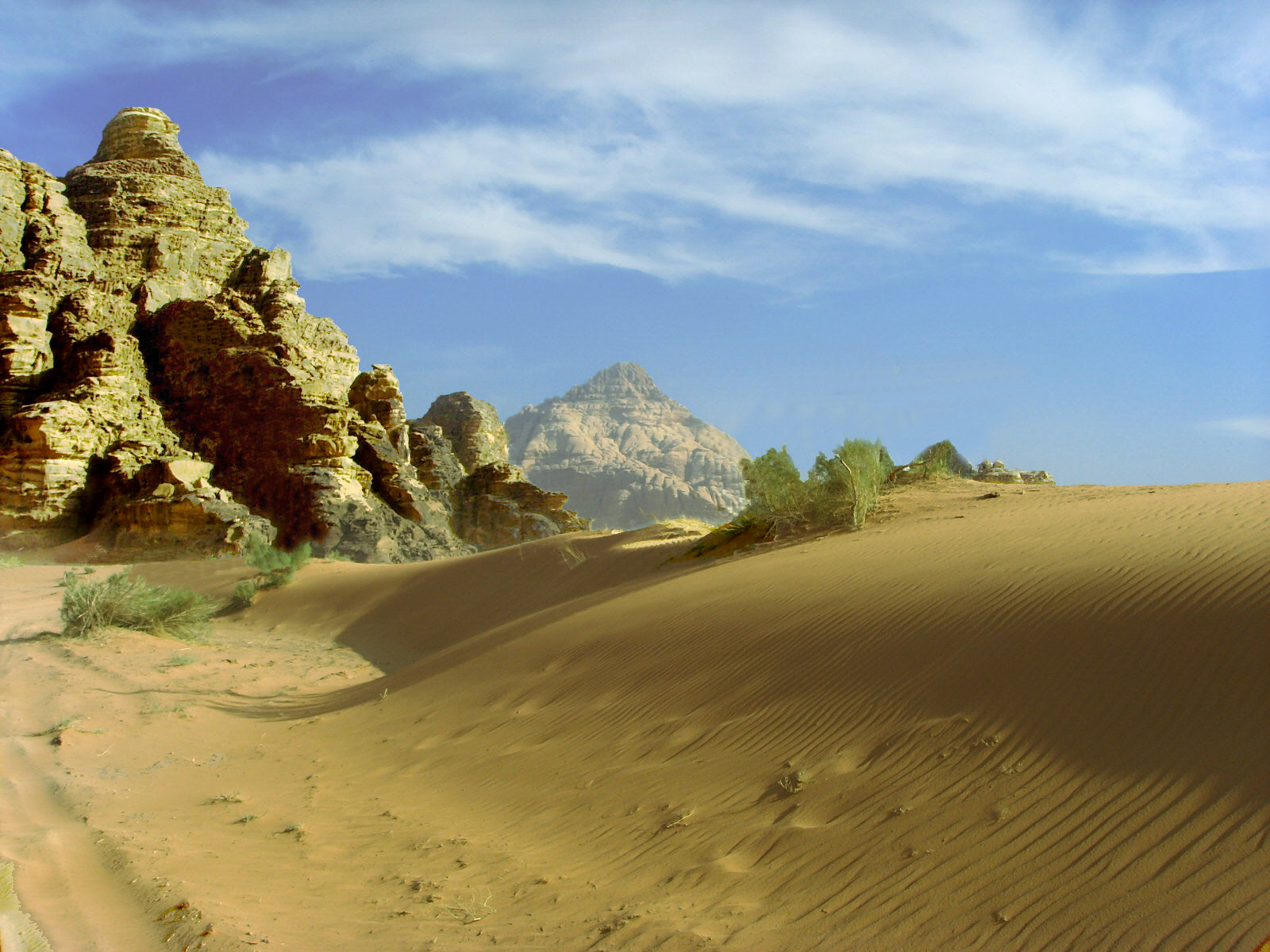
Wadi Rum.

La Jordanie est un pays du Proche-Orient, entouré par la Syrie au nord, l'Irak au nord-est, l'Arabie saoudite à l'est et au sud, et enfin Israël et la Cisjordanie à l'ouest. Toutes ces frontières représentent 1 619 km. La Jordanie possède également 26 km de littoral le long du golfe d'Aqaba au nord-est de la mer Rouge. Les principales villes du pays sont Amman (3 216 369 habitants en 2010), Irbid et Zarka, toutes trois situées dans le Nord-Ouest du pays.

Le Proche-Orient moderne.

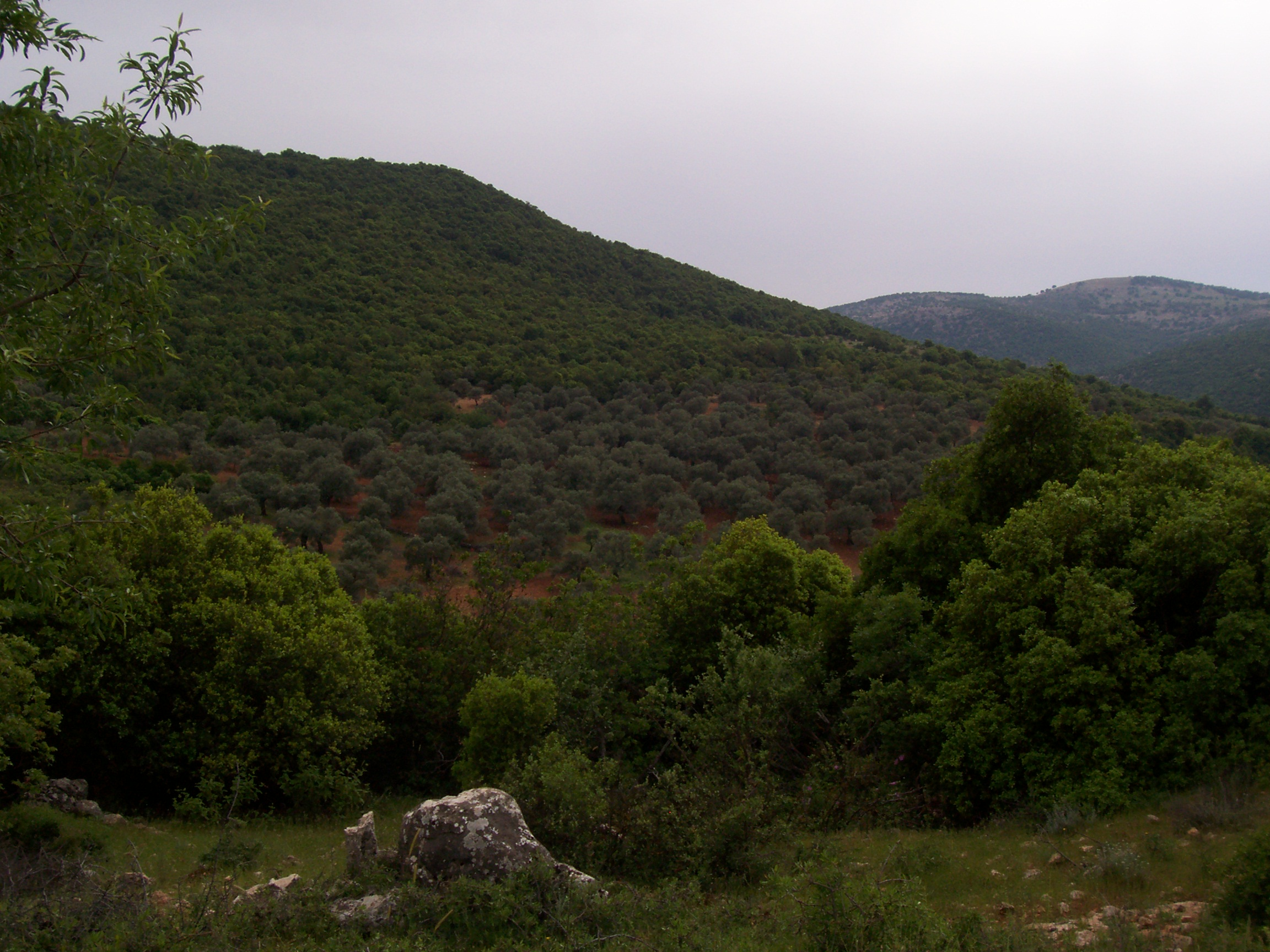
Les montagnes d'Ajlun.

La Jordanie est composée principalement d’un plateau désertique aride à l'Est, et d’une région montagneuse à l'Ouest. La vallée du Grand Rift et le Jourdain séparent la Jordanie d'Israël. Le point culminant du pays est le jabal Umm ad Dami (1 854 mètres), tandis que la mer Morte en est le point le plus bas.

## Climat
Le climat est généralement sec et chaud entre avril et novembre, surtout sur la plus grande partie du territoire occupé par le désert d'Arabie à l'Est du pays et dans la vallée du Jourdain à l'extrême Ouest. Cependant, le pays a une saison pluvieuse mais qui reste faible, qui est de décembre à mars, dans le mois d'hiver la région montagneuse de l'Ouest, y compris Amman et Pétra est accompagné par de la neige qui reste tout de même occasionnelle. Le mois où le climat est le plus froid est janvier.

## Histoire

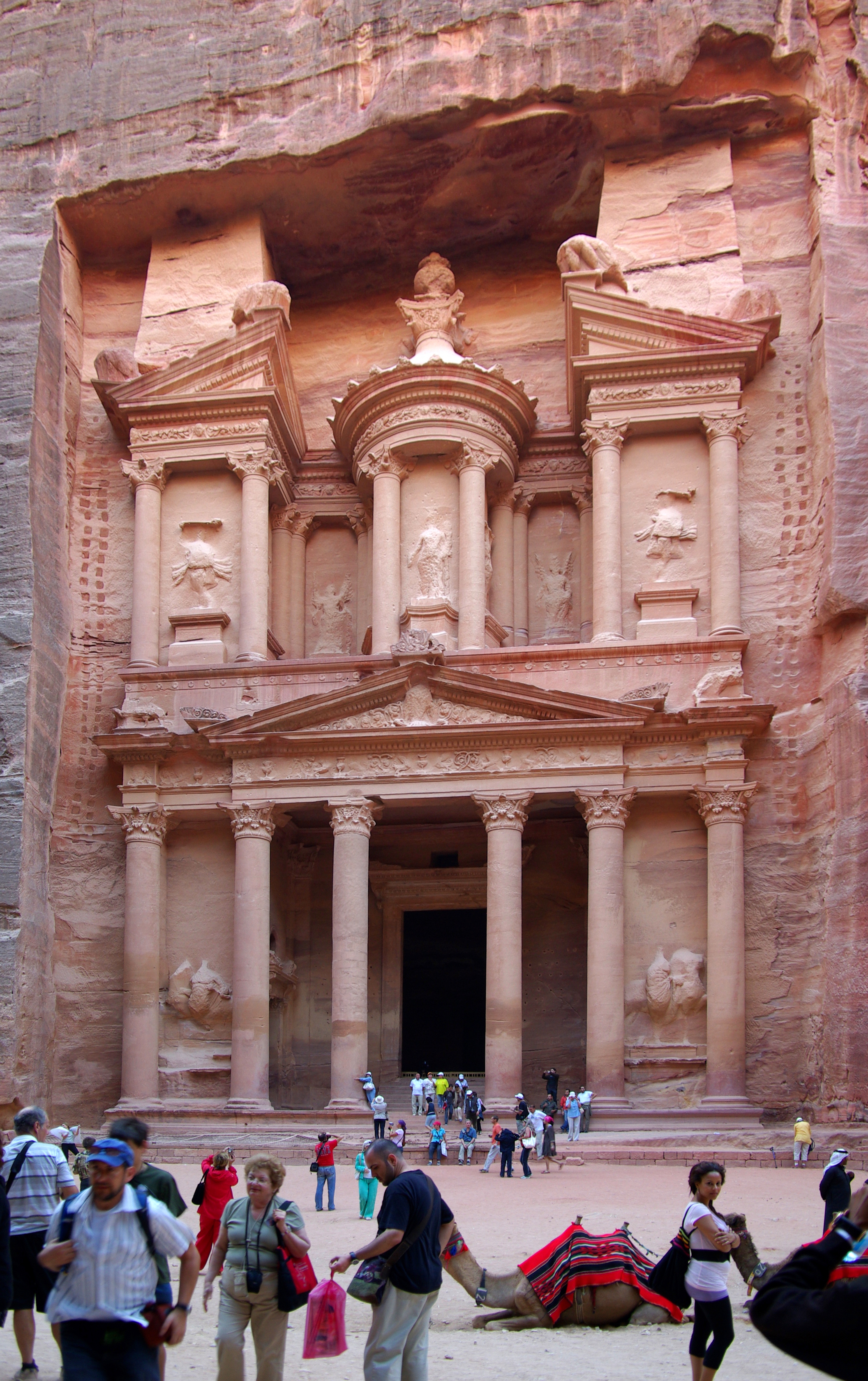
La ville antique de Pétra, considérée comme l'une des sept nouvelles merveilles du monde.

Beaucoup de civilisations et de royaumes se sont succédé sur le sol jordanien, à cheval entre le croissant fertile et l'Arabie. Certains peuples historiques y ont établi leurs capitales comme les Ammonites, les Édomites, les Moabites. D'autres civilisations ont également dominé cette région, tels les Akkadiens, les Assyriens, les Babyloniens, les Perses, ainsi que l'Égypte pharaonienne ou encore la dynastie juive hasmonéenne des Maccabées. La civilisation la plus connue en Jordanie a probablement été la civilisation nabatéenne qui y a laissé de riches vestiges archéologiques comme Pétra.
D'autres civilisations ont également régné en Jordanie comme les Macédoniens, les Romains, les Byzantins et les Ottomans. Dès le VIIe siècle, la région a été culturellement musulmane et arabe, à l'exception d'une brève période de domination par les croisés et sous le mandat britannique.

### Mandat colonial britannique
Au cours de la Première Guerre mondiale, les Britanniques conquièrent sur l’Empire ottoman une bande de territoire limitée au sud par la ligne Aqaba - Bassorah et au nord par la ligne Acre - Damas - Mossoul.
A l'issue de la Première Guerre mondiale, des territoires anciennement ottomans au Proche-Orient sont indéfinis : « Palestine », « Syrie » et « Mésopotamie ». En avril 1920, lors de la conférence de San Remo, les alliés (re)-définissent les frontières de la région en la scindant en quatre mandats dont celui de Palestine mandataire qui comprend les territoires situés entre la mer Méditerranée et le désert de Syrie, territoires correspondant aujourd’hui aux Territoires Palestiniens, à Israël et à la Jordanie. Le mandat de la Palestine est attribué aux Britanniques.
En 1923, lors de l’officialisation du mandat sur la Palestine, et avec la volonté de respecter les promesses formulées envers Hussein ibn Ali et le mouvement sioniste (accords Hussein-Mac Mahon de 1915 et Déclaration Balfour de 1917), les Britanniques scindent la région en deux parties séparées par le Jourdain : la Palestine mandataire à l’Ouest du Jourdain incluant un « foyer national juif » et, à l’Est du Jourdain, l'« émirat hachémite de Transjordanie » dit la Palestine Est[réf. nécessaire] (Eastern Palestine en anglais). Cette séparation exclut le territoire de Transjordanie des engagements de l'empire britannique en faveur de la création d’un foyer national juif. Ce territoire de Transjordanie est attribué par les Britanniques à Abdallah bin al-Hussein, déjà présent sur place, afin de le dissuader d'intervenir en Syrie avec ses partisans en 1921 contre les Français qui ont pris le dessus sur son frère lors de la révolte syrienne de 1920. Ces liens privilégiés avec la Grande-Bretagne sont la suite de l'alliance victorieuse contre les Ottomans conclue entre sa famille et les Britanniques lors de la Première Guerre mondiale.
Au cours de la Seconde Guerre mondiale, l'armée transjordanienne connue sous le nom de Légion arabe combat en Irak et en Syrie aux côtés des forces britanniques.

### Royaume hachémite de Transjordanie
En 1946, l'émirat acquiert l'indépendance totale et devient le « royaume hachémite de Transjordanie ». Il est admis à l'Organisation des Nations unies en 1955 et rejoint la Ligue arabe.

Frontières de 1948 à 1967 figurant la Cisjordanie annexée.

### Royaume de Jordanie

#### Conquête de la Cisjordanie et de Jérusalem-Est
En 1948, le royaume de Transjordanie est un acteur important de la guerre israélo-arabe de 1948 à l'issue de laquelle il occupe les collines de Samarie et le désert de Judée qu'il annexe et rebaptise Cisjordanie (faisant écho à la Transjordanie). De même, il avance dans Jérusalem et prend le contrôle de la moitié Est de la ville. Cette annexion est condamnée par la communauté internationale, sauf par la Grande-Bretagne. Les pays arabes ne concèdent à la Jordanie que l'administration du territoire annexé. La Cisjordanie ainsi que la moitié de Jérusalem sont occupées par la Jordanie jusqu'en 1967 et la guerre des Six Jours.
En 1949, pour marquer ses modifications territoriales, le royaume change de nom pour devenir le « royaume hachémite de Jordanie » (sans le préfixe « Trans- ») ou plus communément, la Jordanie. Il accueille également sur son territoire plusieurs centaines de milliers de Palestiniens fuyant la guerre.
En 1951, le roi Abdallah est tué lors d'un attentat palestinien fomenté par les partisans du grand mufti de Jérusalem Mohammed Amin al-Husseini.

#### Défaite lors de la guerre israélo-arabe de 1967
Après la crise du canal de Suez, le royaume se rapproche du régime de Nasser. Lors de la guerre des Six Jours en 1967, son armée est vaincue en moins de 72 heures de combats contre les Israéliens, qui s'emparent de la Cisjordanie et de Jérusalem-Est. Le royaume accueille 300 000 Palestiniens qui fuient les combats.
Face à la déstabilisation engendrée par les mouvements palestiniens et aux tentatives de putsch contre le pouvoir hachémite, le roi Hussein lance une répression massive contre les activistes palestiniens en septembre 1970 et chasse les groupes armés du pays.
En novembre 1971, le groupe terroriste palestinien Septembre Noir assassine le premier ministre jordanien Wasfi Tall.
La Jordanie ne participera pas activement à la guerre du Kippour de 1973.
Après la guerre des Six Jours, le pays perd beaucoup de son prestige aux yeux des Palestiniens qui développent « un État dans l'État ». Ils mènent leur propre lutte contre Israël depuis le territoire jordanien et Israël y répond par des incursions, comme la bataille de Karameh en 1968.

#### Reconnaissance de l'OLP et libéralisation politique
En 1974, Hussein renonce à toute revendication sur la Cisjordanie et reconnait l'Organisation de libération de la Palestine comme seul représentant légitime du peuple palestinien, afin de calmer les revendications nationalistes palestiniennes au sein même de la Jordanie. 1989 est marquée par la crise économique et une révolte dans le sud du pays, notamment à Ma'an. Un processus de libéralisation politique rapide est entrepris avec la fin de la loi martiale, le rétablissement d'une Assemblée nationale et la participation d'une trentaine de partis à la vie politique, incluant le Front islamique d'action. Le succès des forces islamistes est large lors des premières élections libres en novembre 1989. En revanche, les élections de novembre 1993 montrent un recul de l'opposition et des islamistes.

#### Paix avec Israël
En 1994 est signé le traité de paix israélo-jordanien, donnant lieu à des modifications mineures sur les frontières et restant en attente d'un règlement final du conflit israélo-palestinien.
Le roi Hussein meurt le 7 février 1999. Son fils, Abdallah II, lui succède et poursuit les réformes politiques et économiques du pays commencées dans les années 1990, vers davantage de libéralisme.
Dans les années 2000, et malgré les événements affectant la région, le gouvernement jordanien se montre régulièrement soucieux de rester en paix avec ses voisins.

## Politique
|                             |                                           |
| Abdallah II Roi depuis 1999 | Jafar Hassan Premier Ministre depuis 2024 |

La Jordanie est une monarchie constitutionnelle parlementaire multipartite, où le Premier ministre est le chef du gouvernement.
| Les rois de Jordanie | Période     |
| -------------------- | ----------- |
| Abdallah Ier         | 1946-1951   |
| Talal                | 1951-1952   |
| Hussein              | 1952-1999   |
| Abdallah II          | depuis 1999 |

### Administration territoriale
Selon l'article 2e du système de divisions administratives par le ministère de l'Intérieur, le pays, administrativement, est divisé en 12 provinces (ou gouvernorats), chacune dirigée par un gouverneur nommé par le roi. Ils sont les seules autorités de tous les ministères et les projets de développement dans leurs domaines respectifs. Ces provinces sont divisées en 52 départements. Les gouvernorats sont les suivants :
| 1  | Gouvernorat d'Amman    | 2 027 685 | 8231  | 246,3  | Amman    | 1 919 000 |
| 2  | Gouvernorat d'Irbid    | 950 700   | 1621  | 570,3  | Irbid    | 650 000   |
| 3  | Gouvernorat de Zarqa   | 838 256   | 4080  | 205,5  | Zarka    | 447 880   |
| 4  | Gouvernorat de Balqa   | 349 580   | 1076  | 324,9  | Salt     | 96 700    |
| 5  | Gouvernorat de Mafraq  | 245 671   | 26435 | 9,3    | Mafraq   | 56 340    |
| 6  | Gouvernorat de Karak   | 214 225   | 3217  | 66,6   | Al-Karak | 68 810    |
| 7  | Gouvernorat de Jerash  | 156 675   | 402   | 370    | Jerash   | 39 540    |
| 8  | Gouvernorat de Madaba  | 135 890   | 2008  | 67,7   | Madaba   | 83 180    |
| 9  | Gouvernorat d'Ajlun    | 118 496   | 412   | 287,.1 | Ajlun    | 55 000    |
| 10 | Gouvernorat d'Aqaba    | 107 115   | 6583  | 16,3   | Aqaba    | 95 408    |
| 11 | Gouvernorat de Ma'an   | 103 920   | 33163 | 3,1    | Ma'an    | 50 350    |
| 12 | Gouvernorat de Tafilah | 81 000    | 2114  | 38,3   | Tafilah  | 30 000    |

## Économie

Évolution du PIB réel par habitant de Jordanie.

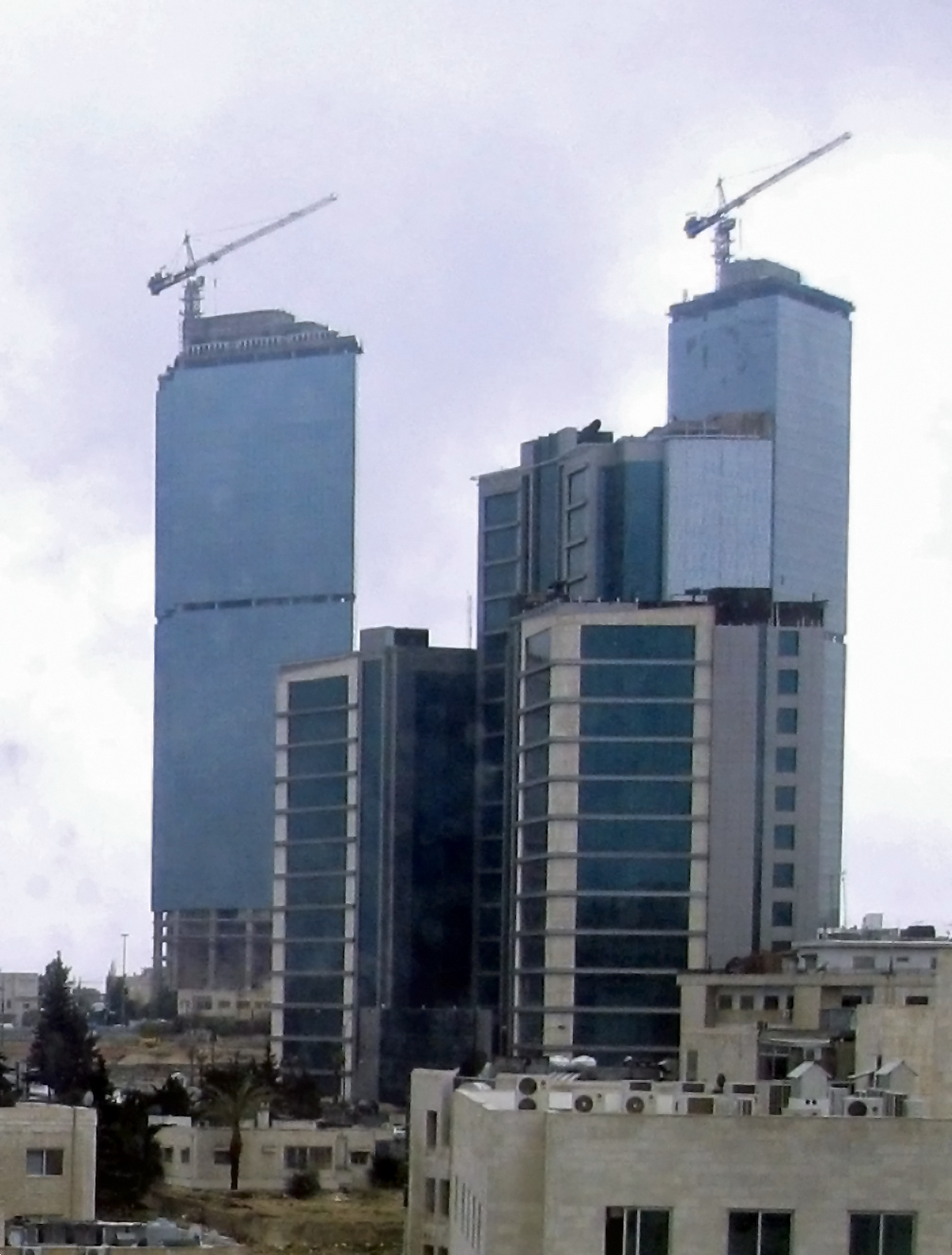
Amman.

L'importance de la Jordanie dans l'économie du Moyen-Orient a longtemps été liée à son rôle de transit pour le pétrole d'Irak par l'oléoduc de Mossoul à Haïfa jusqu'en 1948, puis d'Arabie saoudite par l'oléoduc trans-arabe jusqu'en 1983. Au XXIe siècle, elle poursuit la politique de modernisation économique entamée par le roi Hussein dès la fin des années 1980 et amplifiée par son successeur, son fils, le roi Abdallah II. Dans un environnement régional particulièrement difficile, les performances de l’économie jordanienne ont été supérieures aux attentes. Parmi les réussites à porter à l’actif des autorités : l’amélioration de la gestion du secteur public, la gestion des privatisations, la création de la zone économique spéciale d’Aqaba soutenue par son port et de zones industrielles spéciales (QIZ). En 2024, la Jordanie est classée en 73e position pour l'indice mondial de l'innovation.
Ces éléments ont contribué à porter la croissance économique du pays (7,5 % en 2005), qui est également soutenue par la position de refuge que connaît la Jordanie pour les capitaux irakiens, palestiniens ou syriens, ainsi que par l’aide extérieure (principalement américaine). Le royaume a accueilli fin mai 2005, pour la troisième année consécutive, la réunion du World Economic Forum sur les rives de la mer Morte.
La Jordanie a un endettement extérieur de 5,522 milliards de dollars en 2010 et un déficit budgétaire important. Son secteur touristique est sensible aux crises régionales. Une partie non négligeable de la population est pauvre.
De plus, la Jordanie n'a pas été touchée par la crise économique de 2008. Elle a seulement connu un ralentissement en 2009, ce qui a permis de relancer l'économie et la baisse des coûts de la matière première et de la production alimentaire de base. Seule conséquence de cette crise, une diminution des exportations.
En 2020, le taux de pauvreté s'élève 15,7% selon les chiffres officiels et la dette publique représente plus de 106% du produit intérieur brut. En 2021, le taux de chômage est de 25%.

### Transport
La Jordanie est classée comme ayant la 35e meilleure infrastructure au monde, selon l'indice de la compétitivité économique de 2010 sur le marché mondial. Ce développement infrastructurel élevé est nécessaire par son rôle de pays de transit pour les biens et services à la Palestine et en Irak. Les Palestiniens utilisent la Jordanie comme pays de transit en raison des restrictions israéliennes et des Irakiens l'utilisent en raison de l'instabilité en Irak
Selon les données du ministère jordanien des Travaux publics et du Logement, à compter de 2011, le réseau routier jordanien était composé de 2 878 km de routes principales ; 2 592 kilomètres (1 611 mi) de routes rurales et 1 733 kilomètres (1 077 mi) de routes latérales.

### Tourisme
Le secteur du tourisme est considéré comme une pierre angulaire de l'économie et constitue une source importante d'emploi, de monnaie dure et de croissance économique. En 2010, il y avait 8 millions de visiteurs en Jordanie. La majorité des touristes se rendant en Jordanie proviennent de pays européens et arabes.

### Ressources naturelles
La Jordanie n'a qu'un très faible accès à l'eau. Avec 97 mètres cubes d'eau par personne et par an, cet état est considéré comme confronté à une «rareté de l'eau absolue» selon la classification Falkenmark.
Le problème d'accès à l'eau s'est aggravé du fait de l'afflux massif de réfugiés syriens en Jordanie, dont beaucoup sont confrontés à des problèmes d'accès à l'eau potable en raison de la vie dans des colonies informelles.

### Industrie
Le secteur industriel, bien développé de Jordanie, comprend l'exploitation minière, la fabrication, la construction, et représentaient environ 26% du PIB en 2004 (dont 13,5% pour la fabrication ; 4,6% la construction ; et 3,1% pour le secteur minier).

## Libertés et droits de l'homme
- La Jordanie est considérée comme un régime autoritaire dirigé par un autocrate[26].
- Selon un rapport d'Amnesty International, des agents des services de renseignement jordaniens ont fréquemment recours à la torture pour extorquer des aveux à des suspects de terrorisme[27],[28].
- Le « crime d'honneur », qui désigne le meurtre de femmes soupçonnées de relations illicites, est souvent puni de manière légère par la police et les tribunaux. Plusieurs tentatives, soutenues par la famille royale, d'alourdir les peines relatives aux crimes d'honneur ont été rejetées par la Chambre de Jordanie[29],[30].
- La Jordanie pratique couramment la traite humaine, en particulier le travail forcé et, dans une moindre mesure, la prostitution forcée ainsi que le travail des enfants[31].
- La loi prévoit une peine d'emprisonnement pouvant aller jusqu'à trois ans pour avoir insulté le roi, calomnié le gouvernement ou des dirigeants étrangers, offensé des convictions religieuses ou provoqué des troubles sectaires et des séditions. Les autorités surveillent et censurent la presse, les médias et les publications. Des amendes sévères pouvant atteindre 20 000 dinars (28 000 dollars) sont ainsi prévues en cas de publication jugée diffamatoire[32]. Selon Human Rights Watch, les autorités jordaniennes ont utilisé les lois antiterroristes pour poursuivre les militants, dissidents, journalistes et prédicateurs islamiques[33].
- Il existe toujours dans la société jordanienne une discrimination fondée sur le sexe dans le droit de la famille, le versement des pensions et des prestations de sécurité sociale, ainsi que dans l'emploi et la propriété. Les femmes n'ont pas le même statut que les hommes en ce qui concerne la nationalité : un Jordanien peut épouser une étrangère et transmettre sa nationalité à ses enfants, les femmes ne le peuvent pas. Les femmes ne peuvent transmettre leur nationalité à leur mari et il est interdit aux femmes musulmanes d'épouser des hommes d'autres religions[34].
- En 2023, le film "Inchallah a boy" (ان شاء الله ولد) du réalisateur Amjad Al Rasheed, évoque le parcours complexe et difficile d'une jeune veuve qui tente de préserver ses biens et la garde de sa fille, face aux cadres juridique, religieux et culturel qui étouffent ses initiatives et sa liberté[35].

## Population

### Démographie
La population de Jordanie est estimée à 9,52 millions en novembre 2015. Environ 98 % de la population sont des Arabes.
De 1948 à 1967, en raison l’annexion de la Cisjordanie et d'une moitié de Jérusalem par la Jordanie, sa population était composée à 70 % de Palestiniens.
Actuellement[précision nécessaire], il y a 1 951 603 réfugiés Palestiniens dans le pays et plus de 2 millions de réfugiés syriens. Les Tcherkesses composent la grande partie des 2 % restants, mais les autres groupes ethniques minoritaires sont les Arméniens, les Tchétchènes, les Turkmènes, les Kurdes et les Bosniaques.
Plus de 50 % de la population jordanienne vit à Amman, la capitale du pays.
La population masculine de la Jordanie est de 6 097 000 hommes et la population féminine de 5 419 000. Une grande partie de la population, environ 60 à 63 %, est d'origine palestinienne et possède un passeport jordanien. On trouve également des personnes d'autres nationalités, comme des Syriens, des Irakiens et des Égyptiens, bien qu'aucune statistique officielle ne soit fournie à leur sujet.

### Langues
La langue officielle est l’arabe. L'anglais est parlé par la classe aisée, l'élite, l'armée et dans les milieux du tourisme.

### Religions

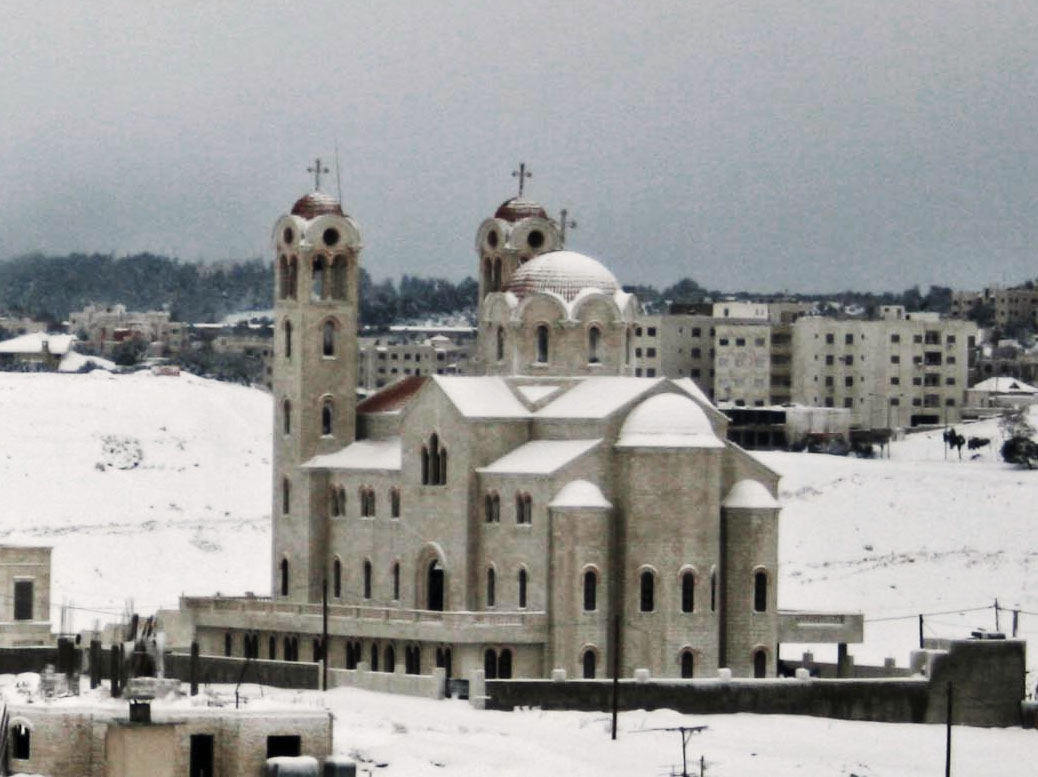
Une église grecque orthodoxe à Amman.

L'islam est la religion d'État. Selon les estimations officielles, 92 % des habitants sont sunnites et les chrétiens représentent 8 % de la population. Les chrétiens sont surtout grecs-orthodoxes ; cependant, on compte aussi des grecs-catholiques, des orthodoxes coptes, des orthodoxes arméniens, des syriens-orthodoxes et un petit nombre de protestants et de catholiques latins. Le pays abrite aussi en petit nombre des chiites, des druzes et des bahaïstes.

## Culture

### Fêtes et jours fériés
Ces fêtes et jours fériés sont fixés par le calendrier lunaire musulman:
- Nouvel An (en) du calendrier musulman (ou Ras al-Am, le 1er mouharram)
- Aïd el-Fitr : marque la fin du ramadan
- Aïd al-Adha : c'est la fête du sacrifice
- Mawlid : célèbre la naissance de Mahomet

Ces fêtes et jours fériés sont fixés par le calendrier grégorien :
- Le Jour de l'An au 1er janvier
- La fête du travail au 1er mai
- La Fête de l'indépendance de la Jordanie au 25 mai
- Le jour de Noël au 25 décembre

### Sites principaux

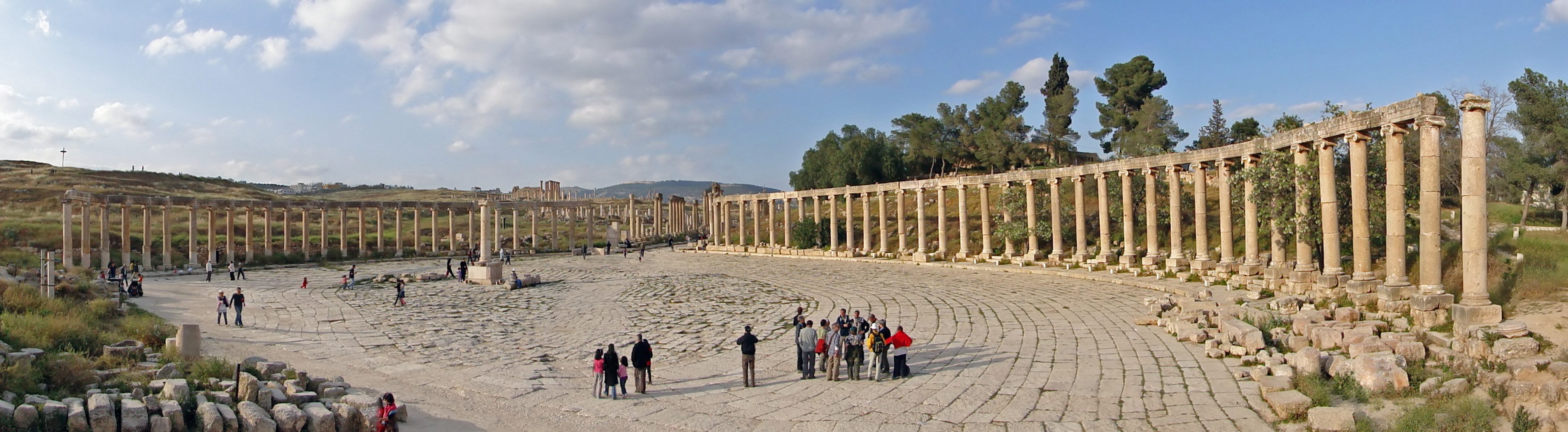
La place Ovale de Jerash

Le site de Pétra est inscrit au patrimoine mondial depuis 1985. La Jordanie compte d'autres sites culturels d'importance, comme le site antique de Jerash, les châteaux du désert (de période omeyyade, à l'instar de Qusair Amra), Karak ou encore Madaba.
Les principaux sites naturels sont la vallée du Jourdain, la mer Morte, le désert d'Arabie — et notamment le Wadi Rum —, ainsi que les rives de la mer Rouge et du golfe d'Aqaba.

### Filmographie
- Jordanie, l'eau en héritage ?, film documentaire de Bernard Boespflug, Centre national de la cinématographie, 2009 (cop. 1999), 52 min (DVD)